# Якан, Хешам
Хешан Якан Заки (араб. هشام يكن‎; 10 августа 1962) — египетский футболист, защитник.

## Клубная карьера
Хешан Якам провёл всю свою футбольную карьеру, выступая за каирский клуб «Замалек» с 1982-го по 1995-й год. В составе «Замалека» Якам четырежды становился чемпионом Египта, побеждал в кубке Египта, трижды — в Африканском Кубке чемпионов.

## Международная карьера
Хешам Якан попал в состав сборной Египта на Чемпионате мира 1990 года. Из 3-х матчей Египта на турнире Якан провёл все 3 и без замен: матчи группового этапа против сборных Нидерландов, Ирландии и Англии.

## Достижения

### Клубные
Замалек
- Чемпион Египта (4): 1983/84, 1987/88, 1991/92, 1992/93
- Обладатель Кубка Египта (1): 1987/88
- Победитель Африканского Кубка чемпионов (3): 1984, 1986, 1993
- Обладатель Суперкубка КАФ (1): 1994

### Со сборной Египта
- Победитель Кубка арабских наций (1): 1992